# Giuseppe De Luca
Giuseppe De Luca, född 1876, död 1950 var en italiensk operasångare och senare lärare. Giuseppe De Luca var lärare till bland annat Robert Merrill.